# Pau de Praga (1635)
|  | Per a altres significats, vegeu «Pau de Praga». |

La Pau de Praga  del 30 de maig de 1635 va ser un tractat entre l'Emperador del Sacre Imperi Romanogermànic, Ferran II, i la majoria dels estats protestants de l'Imperi.
Aquest tractat va portar eficaçment al final de la intervenció sueca a la Guerra dels Trenta Anys (1618 - 1648) després de la victòria imperial a la batalla de Nördlingen el 1634, però la guerra va continuar a causa de la continuada intervenció en territori alemany d'Espanya, Suècia, i, des de meitats de 1635, França.
Les negociacions cap a l'acord van ser instigades per l'elector de Saxònia, Joan Jordi I. Com era un príncep luterà no va decidir ser un aliat de l'Emperador fins a la intervenció sueca del 1630. Els anys de lluites, el fracàs de la revolta protestant (començada a Bohèmia), la incapacitat de tornar a imposar el catolicisme per força, i l'anhel de terminar la intervenció de potències estrangeres en els assumptes alemanys, tot combinat va portar Ferran II a la taula amb un grau de bona voluntat per a fer concessions als prínceps luterans.
Un annex al tractat, compren l'acord particular entre l'emperador i l'elector de Saxònia que va rebre les dues Lusàcia que els Habsburg havien empenyorat per pagar l'esforç de guerra i no van poder reemborsar el préstec. No li era autoritzat integrar ambdós feus al regne saxó, quedava una unió personal. Es va comprometre a mantenir eternament els convents de Marienstern i Marienthal, no introduir el luteranisme com a religió d'Estat i a preservar l'statu quo ante bellum de 1618 a les parròquies. El que va tenir com a efecte que fins a la desconfessionalització ambdues religions van coexistir, una excepció en una època quan tot el poble havia d'adherir a la religió del seu sobirà.